# سایلاک
سایلاک (به انگلیسی: Psylocke) با نام اصلی الیزابث (بتسی) برادوک، یک شخصیت خیالی ابرقهرمان در کتاب‌های کامیک آمریکایی منتشر شده توسط مارول کامیکس، که به‌طور معمول با مجموعه مردان ایکس در ارتباط است. شخصیت سایلاک توسط کریس کلیرمونت و هرب تریمپ خلق شده است، که برای اولین بار در نخستین جلد مجموعه کاپیتان بریتانیا در دسامبر ۱۹۷۶ حضور پیدا کرد.
او نقشی جزئی در فیلم مردان ایکس: آخرین ایستادگی در سال ۲۰۰۶ داشت که نقش او توسط میلینگ ملانسون ایفا شده بود، و همچنین الیویا مان به نقش‌آفرینی این شخصیت در فیلم مردان ایکس: آپوکالیپس در سال ۲۰۱۶، پرداخته است.